# Aenictus porizonoides
Aenictus porizonoides är en myrart som beskrevs av Walker 1860. Aenictus porizonoides ingår i släktet Aenictus och familjen myror. Inga underarter finns listade i Catalogue of Life.